# Partido Independiente Demócrata
El Partido Independiente Demócrata fue un partido político costarricense fundado por Félix Arcadio Montero Monge. Decía ser un partido ideológico que quería fomentar la instrucción pública y la reforma del estado.
Sobre Montero se dice: 

Al acercarse a los últimos años del siglo, Costa Rica se acercaba igualmente a un cambio profundo en su estructura socio-política, que llevará a la crisis del Estado Liberal y al surtimiento, ya en nuestro siglo del Estado Reformista. El valor histórico de este periodo es que aquí se dan las raíces sociales e ideológicas de esa transformación, que se iniciará con el advenimiento de Don Alfredo González Flores al poder en 1914. El mérito histórico de haber lanzado el primer movimiento político de esta naturaleza corresponde al Lic. Félix Arcadio Montero. El partido por él fundado, el partido Independiente Demócrata constituye el primer intento histórico por crear un proyecto político alternativo al proyecto liberal entonces imperante. El Partido Independiente Demócrata es el primer partido popular en Costa Rica, el primer partido ideológicamente definido como una alternativa de poder popular y, en ese sentido, el primer partido socialista de Costa Rica. Esto explica la saña con que lo persiguieron y las circunstancias extrañas en que se produjo su muerte.

De la Cruz lo dice en esto términos:

De ahí que consideremos que el Partido Independiente Demócrata fue el primer partido que aspiró a representar los intereses políticos de la clase obrera costarricense por embrionaria que hubiera sido la organización política de la misma en este periodo. Por lo anterior debe considerarse a Don Félix Arcadio Montero como el gran precursor de la lucha política de clases en nuestro país y como el primer organizador político de la clase obrera costarricense.

 El Partido desapareció poco después del exilio de su líder.